# Artiom Mikoyán
Artiom Ivánovich Mikoyán (en ruso: Артём Ива́нович Микоя́н) (5 de agosto de 1905 en Sanahin, gobernación de Tiflis, Imperio ruso - 9 de diciembre de 1970 en Moscú, Unión Soviética) fue un diseñador de aviones soviético. Gran parte de su trabajo lo hizo en colaboración con Mijaíl Iósifovich Gurévich, por lo que sus aviones eran bautizados con el código MiG.

## Biografía
Tras trabajar como tornero en Rostov del Don fue reclutado en el ejército. Al finalizar su servicio militar ingresa en la Academia Zhukovski de la fuerza aérea, graduándose en 1937. Coopera con Polikárpov antes de ser nombrado en 1939 jefe de una nueva oficina de estudios en Moscú. Junto con Mijaíl Gurévich crea una oficina de diseño con el objeto de diseñar una serie de aviones caza. En 1942 la oficina fue renombrada como OKB MiG, ANPK Mig y OKO MiG. El MiG-1 no fue un buen comienzo, el MiG-3 se accidentó y los siguientes fueron prototipos de investigación. 
En 1946, al poco de acabar la Segunda Guerra Mundial, aparece el MiG-9, diseñado basándose en los aviones de reacción alemanes capturados durante la contienda e información proporcionada por Gran Bretaña y los Estados Unidos. Posteriormente el prototipo I-270 se convirtió en el MiG-15 del que se construyeron 15000 unidades. A partir de 1952, Mikoyán diseña también los sistemas de misiles destinados a ser colocados en sus aviones y durante los años 1950 y 1960 sigue creando cazas de altas prestaciones.
Artiom Mikoyán proclamado en dos ocasiones Héroe del Trabajo Socialista, la más alta distinción civil de la Unión Soviética, y fue diputado en seis convocatorias del Sóviet Supremo de la Unión Soviética. Su hermano mayor Anastás Mikoyán, fue un importante político soviético.
Tras la muerte de Mikoyán, el nombre del OKB fue rebautizado, cambiando el original de Mikoyán-Gurévich dejándolo simplemente como Mikoyán. Sin embargo, la designación de sus modelos siguió siendo MiG.